# Sheyla Fariña García
Sheyla Fariña García (Tordoia, 12 de novembre de 1986), és una actriu gallega. Viu a la Corunya i estudia Art dramàtic a Vigo. Es va donar a conèixer a la sèrie Valderrei de la TVG.

## Filmografia

### Cinema
- Historias de Galicia (2007)
- Santiago de sangue (2007)
- Pradolongo (2008)
- O clube da calceta (2008)
- Rafael (2008)
- Momentos captados dunha realidade xa inexistente (2009)
- La piel que habito (2010)
- Vilamor (2012)

### Televisión
- A vida por diante (2006)
- Valderrei (2007)
- Serramoura (2014-2015). Com Álex.
- Acacias 38 (2014-2016). Com Manuela.[1]